# Exposition internationale de blanc et noir
Pour les autres Salons parisiens, voir Salon.
L'Exposition internationale de blanc et noir est une exposition artistique annuelle consacrée aux arts graphiques en noir et blanc, qui eut lieu à Paris entre 1885 et 1892.

## Historique

### L'idée d'un salon
En juillet 1876, la galerie parisienne de Paul Durand-Ruel organise, après une initiative avortée conduite par Richard Lesclide à travers sa revue Paris à l'eau-forte, une « première exposition d'ouvrages exécutés en noir et blanc » avec 745 œuvres présentées, sur le modèle de ce qui se passait alors à Londres, avec les Black & White Exhibitions depuis 1872 aux Dudley Galleries. En avril 1881, les galeries de la revue L'Art, sous la direction d'Eugène Véron, reprennent ce principe. Ces deux expositions s'avèrent des échecs sur le plan commercial, le public n'est pas vraiment au rendez-vous et le monde de la critique, dont Philippe Burty, se questionne sur la nécessité ou non de présenter uniquement des œuvres originales, non plus des multiples.

### Une manifestation plus ambitieuse
Ces deux tentatives précédentes et le rôle important du dessin dans l'édition, a donné à la direction du périodique Le Dessin (1883-1886), revue des beaux-arts et de l'enseignement artistique, l'idée d'organiser une exposition régulière, uniquement consacrée aux œuvres graphiques en noir et blanc. Sous cette dénomination « blanc et noir » sont exposés les dessins au crayon, à la plume, au lavis, les sanguines, fusains, gravures au burin, eaux-fortes, gravures sur bois, lithographies, pastels, aquarelles, etc.
Les organisateurs sont Ernest Bernard, l'imprimeur-éditeur de Paris-Salons et du Dessin, François Bournand, rédacteur en chef de cette dernière revue, et Eugène Guillaume, ancien directeur des Beaux-Arts, qui a rendu obligatoire l'apprentissage du dessin à l'école.
L'article III du règlement de cette exposition stipule que chaque artiste peut exposer deux ouvrages dans chaque section, ou une série de six dans une seule section, les œuvres devant être encadrées.
La première exposition inaugurée le 15 mars 1885 est un succès public. La critique s'inquiète de ce que les œuvres exposées ne donnent une monotonie de ton. L'année suivante, la couleur est introduite, par le biais entre autres de l'aquarelle et du pastel.
La dernière exposition est inaugurée le 1er avril 1892, et a toujours comme objectif de promouvoir l'enseignement du dessin. Elle présente 3 393 ouvrages, un record, mais, pour des raisons assez obscures, l'expérience s'arrêtera là.

## Expositions
- 1885 : première exposition à Paris au palais du Louvre dans la salle des États du pavillon de Flore[8] du 15 mars au 30 avril, sous la présidence d'Eugène Guillaume, membre de l'Institut, qui rend hommage à Émile Bernard.
- 1886 : deuxième exposition, au pavillon de l'Enseignement (Tuileries) du 20 mars au 30 avril.
- 1888 : troisième exposition au pavillon de la Ville de Paris, avenue des Champs-Élysées, derrière le palais de l'Industrie, à partir du 15 octobre.
- 1890 : quatrième exposition au pavillon de la Ville de Paris, du 1er octobre au 30 novembre sous la présidence d'Eugène Guillaume.
- 1892 : cinquième et dernière exposition, au palais des Arts libéraux, avenue des Champs-Élysées, du 1er avril au 15 juin.

## Membres du jury
Le jury officie pour les admissions et les récompenses.
- Président : Eugène Guillaume, à partir de 1885.
- Dessin :
  - Louis Français (1814-1897) ;
  - Henri Pille (1844-1897) en 1885, 1886 et 1888 ;
  - Jean-Léon Gérôme (1824-1904) en 1888 ;
  - Auguste Allongé en 1888.
- Fusain :
  - Maxime Lalanne (1827-1886) en 1885 ;
  - Auguste Allongé en 1885 et 1886 ;
  - Léon Lhermitte (1844-1925), en 1886.
- Gravure au burin :
  - Claude-Ferdinand Gaillard (1834-1887) en 1885 et 1886 ;
  - Adrien Didier (1838-1924) en 1888 ;
  - Charles Albert Waltner en 1888 ;
  - Théophile-Narcisse Chauvel en 1888 ;
  - François Pannemaker (1822-1900) en 1888.
- Eau-forte :
  - Charles Jules Waltner (1820-1911) en 1885 et 1886 ;
  - Théophile-Narcisse Chauvel en 1885 et 1886.
- Gravure sur bois : François Pannemaker en 1885 et 1886.
- Lithographie : Émile Vernier (1829-1887) en 1885 et 1886.
- Aquarelle et pastel :
  - Gustave Boulanger (1824-1888) en 1886 ;
  - Jean-Georges Vibert (1840-1902) en 1886 et 1888
  - Émile Lévy en 1886 ;
  - Léon  Lhermitte en 1888.
- Dessins d'art décoratif :
  - Pierre-Victor Galland en 1888 ;
  - Alexis-Joseph Mazerolle 1888 ;
  - Edmond Lechevallier-Chevignard en 1888.
- Dessin d'enseignement et dessin industriel :
  - Cougny ;
  - Cernesson ;
  - Laussedat ;
  - Pillet ;
  - H. Sinaud.

## Récompenses
Les deux premiers prix sont votés par tous les membres du jury.
1. Prix du Président de la République
2. Prix de 500 francs (bourse de voyage), offert par E. Bernard.

Sont en outre distribué dans chacune des sections les récompenses suivantes :
- Une médaille d'honneur en or ;
- deux médailles d'argent de 1re classe ;
- deux médailles d'argent de 2e classe ;
- deux médailles d'argent de 3e classe ;
- trois médailles de bronze ;
- cinq mentions honorables.

### Lauréats
- Prix du Président de la République
- 1er prix d'honneur
  - 1888 : Auguste-Hilaire Léveillé (1840-1900), graveur.

- 1re section, dessins, et en 1888, dessins et cartons :
  - Médaille d'honneur en or :
    - 1885 : Antonio Barzaghi-Cattaneo ;
    - 1886 : Adrien Marie ;
    - 1888 : Karl Robert.

  - Médaille d'argent de 1re classe :
    - 1885 : Henry Axenfeld ; Eugène Burnand ;
    - 1886 : Luis Jiménez Aranda, espagnol ; George Roux ;
    - 1888 : Amélie Beaury-Saurel ; Jacob Smith ; Pierre Vautier.

  - Médaille d'argent de 2e classe : 
    - 1885 : Frans Van Leemputten, belge , Alexandre Thiollet ;
    - 1886 : Victor Prouvé ; Grigny ;
    - 1888 : Germain David-Nillet ; Henry.

  - Médaille d'argent de 3e classe : 
    - 1885 : Léon Saint-François ; Élie Cesbron ;
    - 1886 : Charles Huot ; Geoffroy ;
    - 1888 : Victor Nehlig ; Auguste Gérardin ;  Pauline Caspers.

  - Médaille de bronze : 
    - 1885 : Albert Robida ; Charles-Émile Matthis ; Gustave Vertheimer ;
    - 1886 : Léon-Pierre-Urbain Bourgeois ; Frédéric de Haenen ; François-Adolphe Grison ;
    - 1888 : Vallette ; Simonnet ; Fernand Calmettes.

- 2e section, fusains :
  - Médaille d'honneur en or :
    - 1885 : Adolphe Appian ;
    - 1886 : Léon Pierre Ducaruge.

  - Médaille d'argent de 1re classe :
    - 1885 :  Karl-Robert ; Léon Pierre Ducaruge ;
    - 1886 : Achille Dien ; Albert Dornois.

  - Médaille d'argent de 2e classe :
    - 1885 : Pierre Montargis ; Louis-Ernest Lessieux ;
    - 1886 : Ostroswki ; Albert Rigolot.

  - Médaille d'argent de 3e classe : 
    - 1885 : Pierre-Louis-Léger Vautier ; Albert Neuhuys ;
    - 1886 : Eugène Cicéri ; Wertheimer.

  - Médaille de bronze : 
    - 1885 : Pierre Vignal ; Achille Dien ; François Niederhausern ;
    - 1886 : Loire ; Bartholomé ; Cottin.

- 3e section, gravures[9] :
  - Médaille d'honneur en or :
    - 1885 : François-Eugène Burney , graveur ;
    - 1886 : Charles-Louis Kratké, eau-forte ;
    - 1888 : non attribuée.

  - Médaille d'argent de 1re classe :
    - 1885 : Charles-Louis Kratké ; Charles Baude ;
    - 1886 : Henri-Joseph Dubouchet, burin ; Alexandre Boileau, gravure sur bois ;
    - 1888 : Florian ; Félix Stanislas Jasinski ; Albert Ardail.

  - Médaille d'argent de 2e classe :
    - 1885 : Charles Henri Toussaint ; Clément-Édouard Bellenger
    - 1886 : Lunois (lithographie) ; Mathey-Doret (eau-forte)
    - 1888 : Mlle Jacon ; Adolphe-Louis Portier de Beaulieu ; Ruet.

  - Médaille d'argent de 3e classe :
    - 1885 : Jules Letoula ; Léon Boisson ;
    - 1886 : Auguste Danse, burin ; A. Bellanger, bois ;
    - 1888 : Bahuet ; Hippolyte Dutheil.

  - Médaille de bronze : 
    - 1885 : Marc de Tibuce ; Émile Frédéric Salmon ; Camille Victor Vergnes ; Frédéric Vintraut ;
    - 1886 : Richard, eau-forte ; Alfred Louis Martin, bois ; Alfred-Louis Bahuet, lithographie ;
    - 1888 : Leterrier ; Gabrielle Poynot ; Mlle Larivière.

- 4e section, pastels et aquarelles :
  - Médaille d'honneur en or :
    - 1886 : Aranda ;
    - 1888 : Maximilienne Guyon.

  - Médaille d'argent de 1re classe : 
    - 1886 : Béthune ; Skarbina ;

  - 1888 : Charles Léandre ; Duhem.
  - Médaille d'argent de 2e classe :  
    - 1886 : Amélie Beaury-Saurel ; Ottin ;
    - 1888 : Paul Lecomte ; Vauters.

  - Médaille d'argent de 3e classe :  
    - 1886 : Grolleron ; Thérèse Schwartze ; Laborne ; Descamps-Sabouret ; Beaudry-Vaillant ;
    - 1888 : Mlle Faux ; Rossert.

  - Médaille de bronze :  
    - 1886 : Vollon (fils) ; P. Roux ; Marie-Joseph Léon Clavel ;
    - 1888 : Léon Girardet ; Auguste-Ernest Sembach ; Amélie Valentino.

- 5e section : dessins industriels et d'enseignement[10] :
- Écoles de la Ville de Paris, hors concours.
- Médaille d'honneur en or :
  -     - 1886 : Ville de Paris, cours d'adultes ;

  - 1888 : Hista.
  - Médaille d'argent de 1re classe : 
    - 1886 : Guérin, école spéciale de préparation aux examens de l'enseignement ; cours de dessin de Mme Thoret ;
    - 1888 : Lionel Royer ; Guérin ; école de Mme Thoret.

  - Médaille d'argent de 2e classe :
    - 1886 : Carrier-Belleuse[Lequel ?], dessin industriel ; Graves, dessin industriel ;
    - 1888 : Jourdain.

  - Médaille d'argent de 3e classe :
    - 1886 : Gaston Gérard, cours d'aquarelle ; les  artistes ayant gravé la Grammaire élémentaire de dessin, par M.L. Cernesson, André Daly et Cie éditeurs ;
    - 1888 : non attribuée.

  - Médaille de bronze : 
    - 1886 : Ch. Pipart, dessin d'après nature ; Pauline Caspers ; Mlle Yvert, éventail ;
    - 1888 : Maglin ; Victor Lafon ; école municipale de dessin de la Ville d'Auxerre.